# Seventh Heaven (L'Arc~en~Ciel)
Seventh Heaven è un brano musicale del gruppo musicale giapponese de L'Arc~en~Ciel, pubblicato come secondo singolo estratto dall'album Kiss il 30 maggio 2007. Il singolo ha raggiunto la prima posizione della classifica Oricon dei singoli più venduti in Giappone, vendendo 143 769 copie.

## Tracce
CD Singolo KSCL-1138
1. SEVENTH HEAVEN
2. HONEY 2007
3. SEVENTH HEAVEN (hydeless version)
4. HONEY 2007 (TETSU P'UNKless version)

Durata totale: 16:09

## Classifiche
| Classifica (2007) | Posizione più alta |
| ----------------- | ------------------ |
| Giappone (Oricon) | 1                  |